# Hans Stefan Hintner

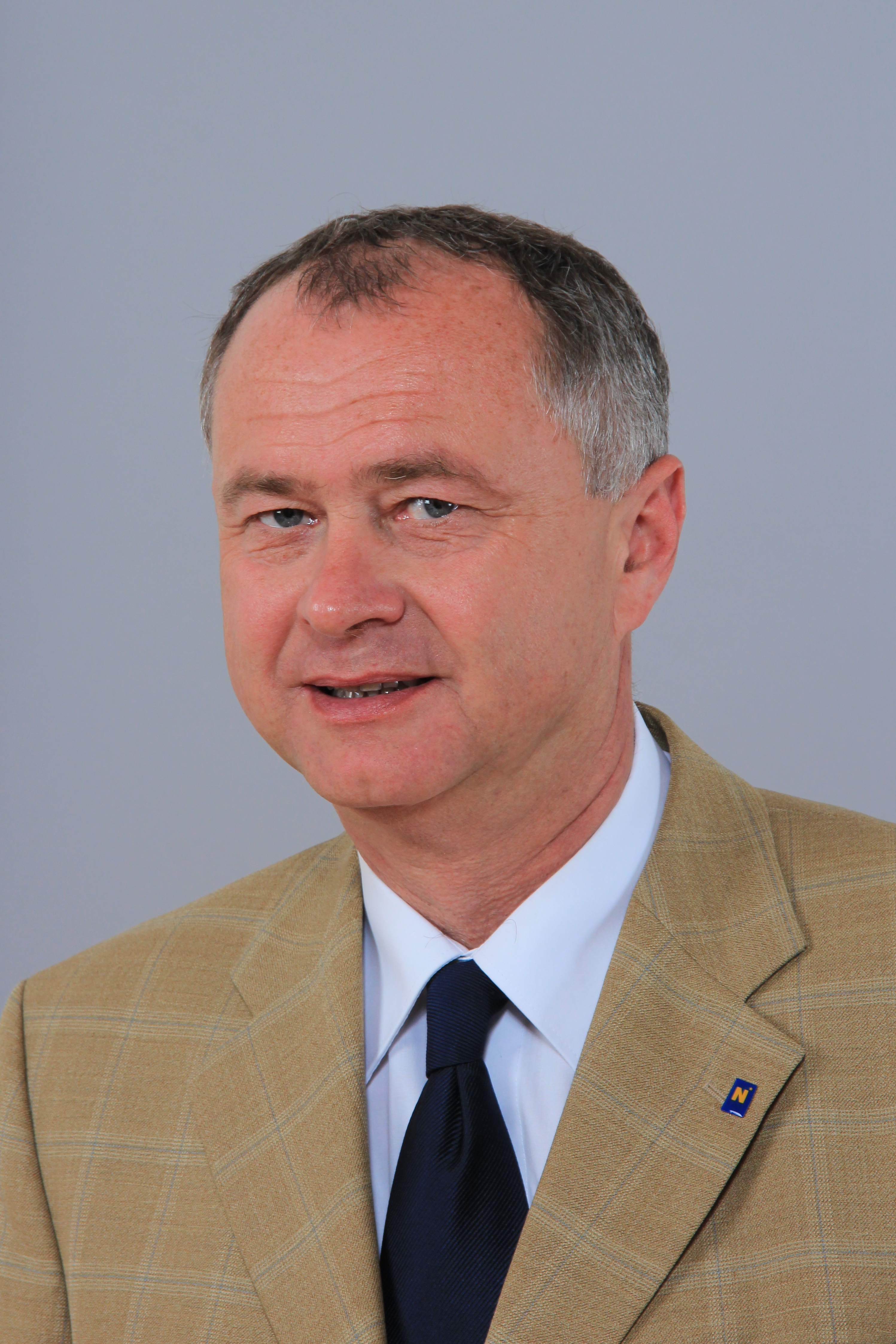
Hans Stefan Hintner (2013)

Hans Stefan Hintner (* 18. Jänner 1964 in Mödling) ist ein österreichischer Politiker (ÖVP). Hintner war von 1998 bis 2018 Abgeordneter zum Landtag von Niederösterreich und war von 2003 bis 2024 Bürgermeister der Bezirkshauptstadt Mödling. 2019 wurde er als Kandidat im Regionalwahlkreis NÖ-Thermenregion in den Nationalrat gewählt.

## Leben
Hintner absolvierte die Pflichtschule und schloss die Matura an einer AHS ab. Er war von 1983 bis 1989 im ÖGB-Jugendreferat beschäftigt, war Bundesjugendsekretär der Fraktion Christlicher Gewerkschafter (FCG) und war von 1989 Redakteur des Österreichischen Gewerkschaftsbundes. Er war Obmann der Jungen Volkspartei (JVP) einer Teilorganisation der Österreichischen Volkspartei (ÖVP) in der Stadt und im Bezirk Mödling und hatte die Funktion des Vorsitzenden des NÖ-Jugendforums inne. 1989 wurde Hintner zum Pressereferent der FCG und 1995 zum Bezirksobmann des Österreichischen Arbeitnehmerinnen- und Arbeitnehmerbund Mödling gewählt. Hintner war bis 2005 Bundespressesprecher des FCG, von 1999 bis 2003 Präsident des Eishockey-Landesverbandes und wurde 2003 in den Gemeinderat von Mödling gewählt. Noch im selben Jahr übernahm er das Amt des Bürgermeisters. Hintner war zudem ab dem 16. April 1998 Abgeordneter zum Niederösterreichischen Landtag. Nach der Landtagswahl in Niederösterreich 2018 schied er aus dem Landtag aus. Ende Juni 2024 legte er das Amt des Bürgermeisters zurück.
Er ist Mitglied der KÖStV Franzensburg Mödling im MKV.
Hintner ist immer wieder literarisch tätig. In seinem jüngsten Roman Letzter Ausgang: Goldene Stiege: Der Mountainbiker Mörder verarbeitet er persönliche Empfindungen gegenüber Mountainbikern auf Wanderwegen.

## Kritik
Am 28. Oktober 2021 rief Hintner über facebook öffentlich dazu auf, ungeimpften COVID-19-erkrankten Menschen die Behandlung auf Intensivstationen zu verweigern (Sollte es zur Triage kommen: Ungeimpfte ausse aus der Intensiv! So einfach geht "selbstbestimmtes" Leben!). Der FPÖ Landesparteiobmann Udo Landbauer meinte dazu, die Aussagen seien "menschenverachtend und letztklassig". Hintner konterte: Er wollte angesichts der Tatsachen, dass "die Zahlen dramatisch steigen und das Personal in den Krankenhäusern am Zahnfleisch kriecht, zum Nachdenken anregen". Und dazu brauche es auch manchmal provokante Meldungen, die er als Privatperson auf seiner Facebookseite geäußert habe, wie er im NÖN-Gespräch betont. "Es kann nicht sein, dass eine Gruppierung das Impfen ständig schlechtredet und Brennnessel-Tee empfiehlt. Das ist verantwortungslose Politik.

## Auszeichnungen
- 2008: Großes Silbernes Ehrenzeichen für Verdienste um die Republik Österreich[5]
- 2014: Silbernes Komturkreuz des Ehrenzeichens für Verdienste um das Bundesland Niederösterreich[6]
- 2019: Goldenes Komturkreuz des Ehrenzeichens für Verdienste um das Bundesland Niederösterreich[7]
- 2024: Ehrenzeichen des Österreichischen Städtebundes[8]
- 2024: Ehrenbürgerschaft der Stadt Mödling[9]
- 2025: Berufstitel Professor[10]

## Werke
- Hans Stefan Hintner. Letzter Ausgang: Goldene Stiege: Der Mountainbiker Mörder. Kral. 2021. ISBN 978-3-99103-004-1.
- Hans Stefan Hintner. Höchste Zeit: Schauspiel in 15 Szenen. Kral. 2018. ISBN 978-3-99024-832-4.
- Hans Stefan Hintner. Wie ich meine Unschuld verlor. Eigenverlag. 1991